# بن پلت (بازیگر)
بنجامین شیف پلت (انگلیسی: Benjamin Schiff Platt؛ زادهٔ ۲۴ سپتامبر ۱۹۹۳) بازیگر، خواننده و ترانه‌سرای آمریکایی است. او حرفۀ بازیگری را به عنوان بازیگر کودک در تئاتر موزیکال آغاز کرد و در نمایش‌های آوای موسیقی (۲۰۰۶) و کتاب مورمون (۲۰۱۵–۲۰۱۲) ظاهر شد. پلت با ایفای نقش اصلی در اجرای برادوی ایون هنسن عزیز (۲۰۱۷–۲۰۱۵) مورد توجه و تحسین قرار گرفت و جوایز گوناگونی از قبیل جایزۀ تونی، امی و گرمی کسب کرد که او را به جوان‌ترین دریافت‌کننده جایزۀ تونی بهترین بازیگر نقش اول مرد در یک نمایش موزیکال تبدیل کرده‌است. در سال ۲۰۲۱، او نقش ایون هنسن را در فیلم اقتباسی موزیکال ایون هنسن عزیز تکرار کرد.
دیگر نقش‌های برجستۀ سینمایی پلت آوازخوان حرفه‌ای (۲۰۱۲)، آوازخوان حرفه‌ای ۲ (۲۰۱۵) و ریکی و فلش (۲۰۱۵) هستند. در سال ۲۰۱۹، او در مجموعۀ تلویزیونی کمدی نتفلیکس به‌نام سیاستمدار به ایفای نقش پرداخت که برایش نامزدی جایزۀ گلدن گلوب بهترین بازیگر مرد – مجموعه تلویزیونی موزیکال یا کمدی را به همراه داشت.
در سال ۲۰۱۷، پلت از سوی مجلۀ تایم به عنوان یکی از ۱۰۰ فرد تأثیرگذار در جهان انتخاب شد.
پلت در سال ۲۰۱۷ با آتلانتیک رکوردز قرارداد امضا کرد. نخستین آلبوم استودیویی او با عنوان در عوض برای من بخوان در مارس ۲۰۱۹ منتشر شد. در سال ۲۰۱۹، کنسرت فیلم بن پلت زنده از تالار موسیقی رادیو سیتی توسط نتفلیکس منتشر شد. دومین آلبوم استودیویی پلت تحت عنوان خیال در اوت ۲۰۲۱ توزیع گردید.

## کارنامه هنری

### فیلم
| سال  | عنوان                                  | نقش                 | یادداشت                                |
| ---- | -------------------------------------- | ------------------- | -------------------------------------- |
| ۲۰۰۶ | شنل قرمزی                              | پسر پیشاهنگ         |                                        |
| ۲۰۱۲ | آوازخوان حرفه‌ای                        | بنجی                |                                        |
| ۲۰۱۵ | آوازخوان حرفه‌ای ۲                      | بنجی                |                                        |
| ۲۰۱۵ | ریکی و فلش                             | دنیل                |                                        |
| ۲۰۱۶ | پیاده‌روی طولانی بیلی لین بین دو نیمه   | جاش                 |                                        |
| ۲۰۱۷ | مغز زنانه                              | جوئل                |                                        |
| ۲۰۱۹ | والدین مست                             | جیسون جوهانسون      |                                        |
| ۲۰۲۲ | بن پلت زنده از تالار موسیقی رادیو سیتی | خودش                | همچنین مدیر اجرایی تولید               |
| ۲۰۲۲ | کمپ تئاتر                              | آنجلو               | فیلم کوتاه؛ همچنین نویسنده و تهیه‌کننده |
| ۲۰۲۲ | پدر عروس، قسمت سوم                     | جورج «جورجی» مک‌کنزی | فیلم کوتاه                             |
| ۲۰۲۱ | الماس‌های شکسته                         | اسکات               |                                        |
| ۲۰۲۱ | ایون هنسن عزیز                         | ایون هنسن           |                                        |
| ۲۰۲۲ | افرادی که در عروسی از آن‌ها متنفریم     | پل                  |                                        |

### تلویزیون
| سال       | عنوان                                 | نقش            | یادداشت                                         |
| --------- | ------------------------------------- | -------------- | ----------------------------------------------- |
| ۲۰۲۰–۲۰۱۹ | سیاستمدار                             | بلیک           | نقش اصلی، ۱۵ قسمت؛ همچنین تهیه‌کنندۀ اجرایی      |
| ۲۰۲۰      | سانگ‌لند                               | خودش           | قسمت: «بن پلت»                                  |
| ۲۰۲۰      | سیمپسون‌ها                             | بلیک (صدا)     | قسمت: «سه رویا تکذیب شد»                        |
| ۲۰۲۱      | برادر بزرگ                            | خودش           | قسمت: «قسمت ۲۴»                                 |
| ۲۰۲۱      | جوایز تونی ارائه می‌کند: بازگشت برادوی | خودش           | ویژه تلویزیون                                   |
| ۲۰۲۱      | پیش‌فرض                                | ایتان استرایبر | قسمت: «عدالت اجتماعی نوار جنسی»                 |
| ۲۰۲۲      | مسابقه درگ روپال: همه ستاره‌ها         | خودش           | داور مهمان؛ فصل ۷ قسمت: «مثل یک درگ کوئین برقص» |